# Caza de la liebre

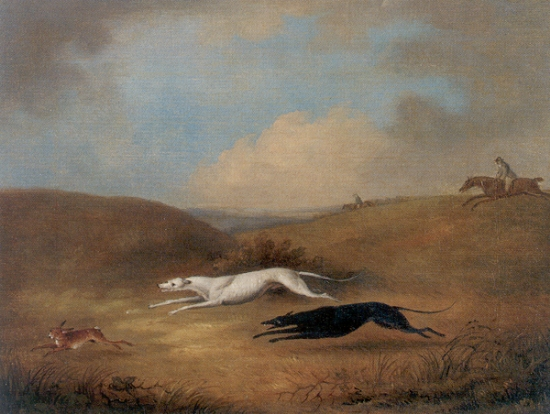
Greyhouds coursing ha hare (« Lebreles que persiguen una liebre»), por Dean Wolsenhome

La caza a la vista de la liebre consiste en la persecución de una liebre por galgos y otros lebreles, que la cazan a la vista, y no por el rastro u olor. Se trata de un deporte de competición, en el cual los perros son evaluados según su habilidad en la carrera  y para alcanzar la liebre más que una forma de caza para capturar la liebre. Las reglas son variables en cada país. Las carreras oficiosas pueden constituir una verdadera forma de caza. Se hacen a menudo para matar las presas y comérselas, y a veces como una forma de apuesta.

## Historia
La caza a la carrera es una técnica bien establecida y muy difundida de caza, históricamente practicada con galgos ingleses, otras razas de lebreles, o con lurchers, un cruce de lebrel y de razas de trabajo. El deporte fue ganando popularidad en Europa durante el siglo XIX, pero actualmente está en decadencia, en parte debido a la aparición de las carreras de galgos para apuestas. 
Durante las últimas décadas, existe una controversia en torno a la caza a la carrera en Reino Unido y en Estados Unidos, algunos la perciben como un deporte sangriento y cruel, mientras que otros la consideran más bien como una actividad tradicional que contribuye a la protección de las liebres y que permiten probar las habilidades de los lebreles. Desde 2002, la caza de la liebre ha sido prohibida en Reino Unido. Esta práctica fue prohibida en Francia por la Ley del 3 de mayo de 1844. A causa de esta ley, las carreras de persecución sobre una liebre mecánica han reemplazado esta caza hoy en día. Continúa, sin embargo, esta práctica como deporte competitivo, reglamentado y juzgado, sobre todo en Irlanda, en España (con el galgo español), en Rusia (con el Barzoï se autoriza este tipo de caza) y en el Oeste estadounidense. En otros lugar en Europa y en Asia, la práctica prosigue a veces como forma tradicional de caza.

## Caza a la vista a la liebre oficial
Que fuese por deporte o para caza, la caza de la liebre ha estado históricamente reservada, en Europa, a los terratenientes y a la nobleza, usando lebreles, cuya posesión por las clases sociales subordinadas estuvo prohibida (?) en ciertos periodos de la historia.
La más antigua descripción documentada de la caza de la liebre es una obra intitulada "Kynegetikos" (en griego), "Cynegeticus" (en latín) o "Traité de la chasse"  (en francés), escrito por Arriano en el año 139. Esta obra se conoce gracias a su primera traducción completa en lengua inglesa bajo el título Se Coursing en 1831 por William Dansey y después en lengua francesa en 1912 por Jacques Panadero y Jean Plattard. Estaba considerada por su autor original como una adición necesaria a la obra clásica del mismo nombre:el "Cynegeticus" ("De la caza") por Jenofonte escrito hacia 180 a. J.C.

## Complementos

### Fotos

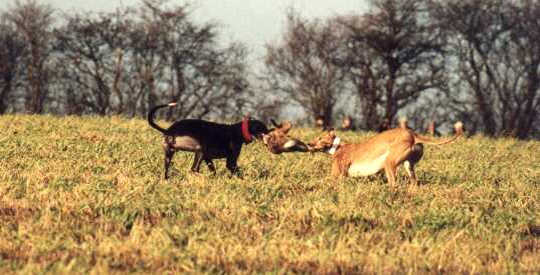
Lebreles y su presa
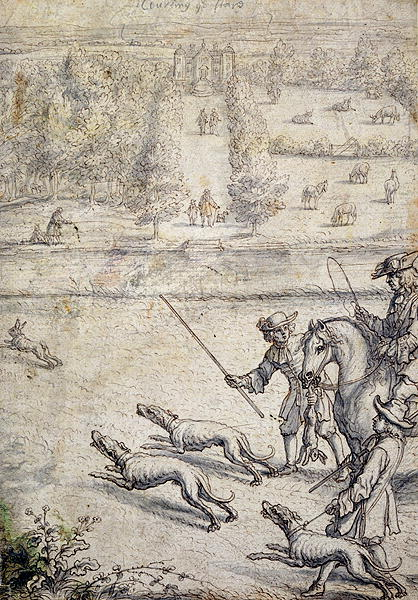
Caza de la liebre - Ilustración de 1686
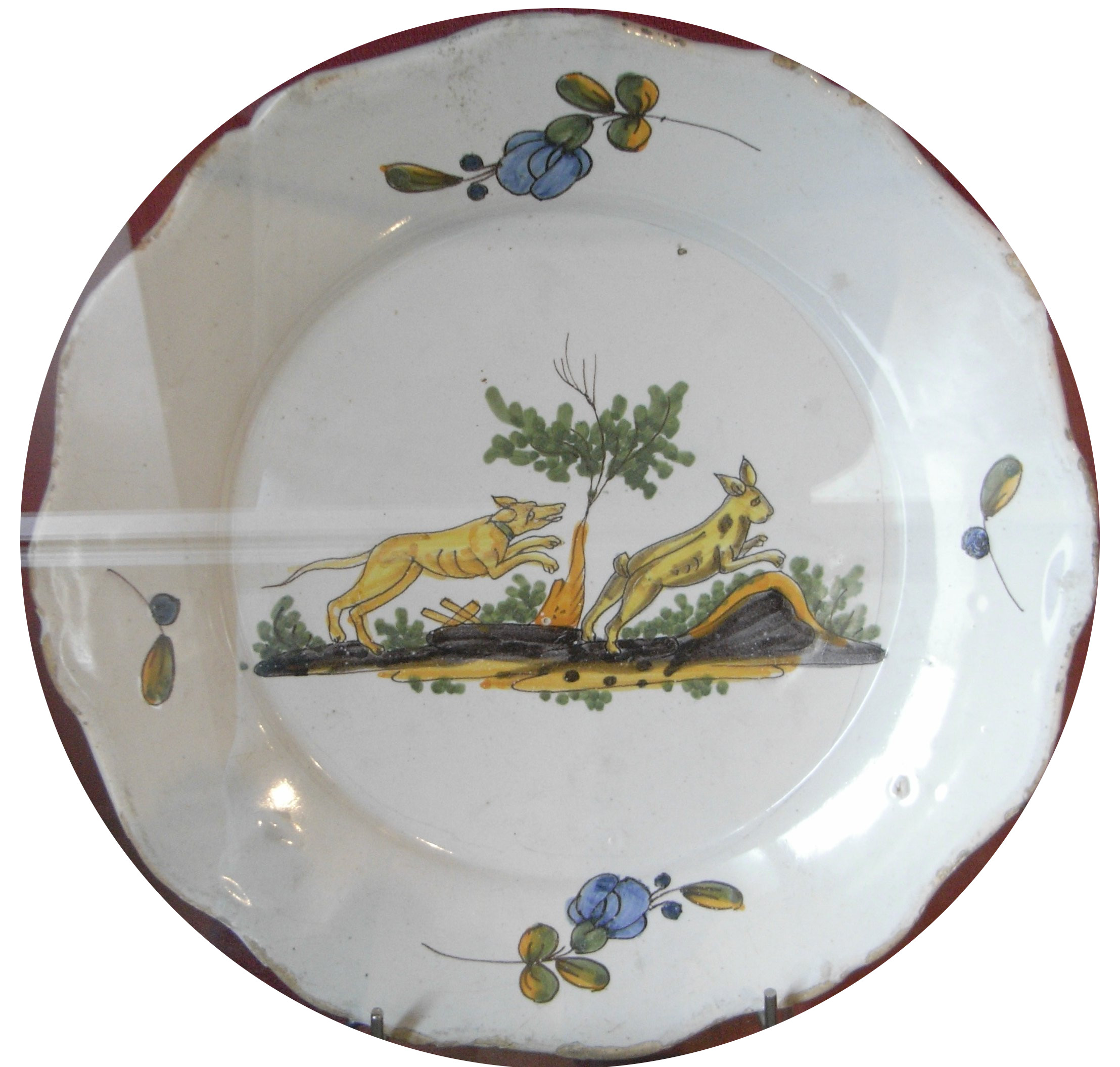
Plato de loza del siglo XVIII  con ilustración de la caza a la liebre (museo de Orbigny Bernon a La Rochelle)
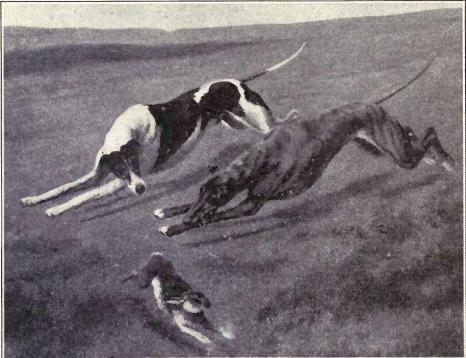
Una carrera en Waterloo - Ilustración de 1915

### Dibujo animado
- Bugs Bunny: Numerosas películas cuentan cómo este conejo-liebre- ridiculiza a los cazadores.

## Fuente
- Esta obra contiene una traducción  derivada de «Chasse au lièvre» de Wikipedia en francés, publicada por sus editores bajo la Licencia de documentación libre de GNU y la Licencia Creative Commons Atribución-CompartirIgual 4.0 Internacional.

- Datos: Q260690
- Multimedia: Hare hunting / Q260690